# کیم یه جی (بازیگر)
کیم یه جی (کره‌ای: 김예지؛ زادهٔ ۶ آوریل ۱۹۹۷) بازیگر اهل کره جنوبی است. او به خاطر ایفای نقش در مجموعه‌های تلویزیونی آلارم عشق، مدرسه ۲۰۲۱ و اتفاقی دیدمت شناخته می‌شود.

## فیلم‌شناسی

### فیلم
| سال  | عنوان    | نقش         | منابع |
| ---- | -------- | ----------- | ----- |
| ۲۰۱۹ | خشم الهی | حواری گذشته | [ ۱ ] |

### مجموعه تلویزیونی
| سال  | عنوان         | نقش          | منابع |
| ---- | ------------- | ------------ | ----- |
| ۲۰۱۷ | دوران جوانی ۲ | یه جی        | [ ۱ ] |
| ۲۰۲۱ | مدرسه ۲۰۲۱    | جین جین سو   | [ ۶ ] |
| ۲۰۲۳ | اتفاقی دیدمت  | کیم هه کیونگ | [ ۷ ] |

### مجموعه اینترنتی
| سال  | عنوان                     | نقش              | منابع  |
| ---- | ------------------------- | ---------------- | ------ |
| ۲۰۱۷ | زرد                       | لی یو روم        | [ ۸ ]  |
| ۲۰۱۸ | گو، دفتر خاطرات           | لی هیون بی       | [ ۹ ]  |
| ۲۰۱۹ | پسران وحشی                | شین یو ری        | [ ۱۰ ] |
| ۲۰۱۹ | آلارم عشق                 | سونگ جی یون      | [ ۱۱ ] |
| ۲۰۲۰ | دمای زبان: نوزده سالگی ما | وو جین سول       | [ ۱۲ ] |
| ۲۰۲۰ | گودام                     | دانش آموز خبرچین | [ ۱۳ ] |
| ۲۰۲۱ | تب سیاسی                  | مِنگ سو دام       | [ ۱۴ ] |